# 모르자나 아나위
모르자나 알라우이(Morjana Alaoui, 1983년 1월 1일 ~ )는 모로코와 프랑스의 영화배우이다.
카사블랑카에서 태어났다. 파리에서 대학을 다니던 중 《Marock》(2005)에 나오게 되면서 주목 받았으며, 공포 영화 《마터스: 천국을 보는 눈》(2008)의 주인공으로 잘 알려져 있다. 주연을 맡은 2017년 모로코 영화 《Burnout》은 제91회 아카데미 국제영화상 모로코 출품작이었다.

## 영화
- Marock (2005)
- 마터스: 천국을 보는 눈 (2008) - 안나 역
- I fiori di Kirkuk (2010)
- 스페셜 포스 (2011)
- Rock the Casbah (2013)
- Traitors (2013)
- The Hybrid (2014)
- Broken (2016)
- Burnout (2017)